# Spider-Ham
Spider-Ham (Peter Porker) je parodie na fiktivní komiksovou postavu Spider-Man, vytvořená Tomem DeFalcem a Markem Armstrongem.
Poprvé se objevil v komiksu Marvel Tails Starring Peter Porker, the Spectacular Spider-Ham #1, který pak následoval sérií, Peter Porker, the Spectacular Spider-Ham (česky Peter Porker neobyčejný Spider-Ham). Série se vydávala každý měsíc a obsahovala 17 dílů, z nichž všechny byly publikovány v komiksové knize Marvel's Star Comics.